# Gymnechinus robillardi
Gymnechinus robillardi is een zee-egel uit de familie Toxopneustidae.
De wetenschappelijke naam van de soort werd in 1883 gepubliceerd door Perceval de Loriol.